# ثروت فراگیر
ثروت فراگیر، سرمایه فراگیر یا دارایی فراگیر (به انگلیسی: Inclusive wealth)، ارزش کل همه دارایی‌های سرمایه‌ای در یک منطقه معین، از جمله سرمایه انسانی، سرمایه اجتماعی، سرمایه عمومی و سرمایه طبیعی است. به حداکثر رساندن ثروت فراگیر اغلب یکی از هدف‌های توسعه پایدار است. شاخص دارایی فراگیر معیاری برای سرمایه فراگیر در کشورها است: برخلاف تولید ناخالص داخلی (GDP)، شاخص ثروت فراگیر «ابزاری را برای کشورها فراهم می‌کند تا اندازه‌گیری کنند که آیا به گونه‌ای در حال توسعه هستند که به نسل‌های آینده اجازه دهد تا نیازهای خود را برآورده کنند.»

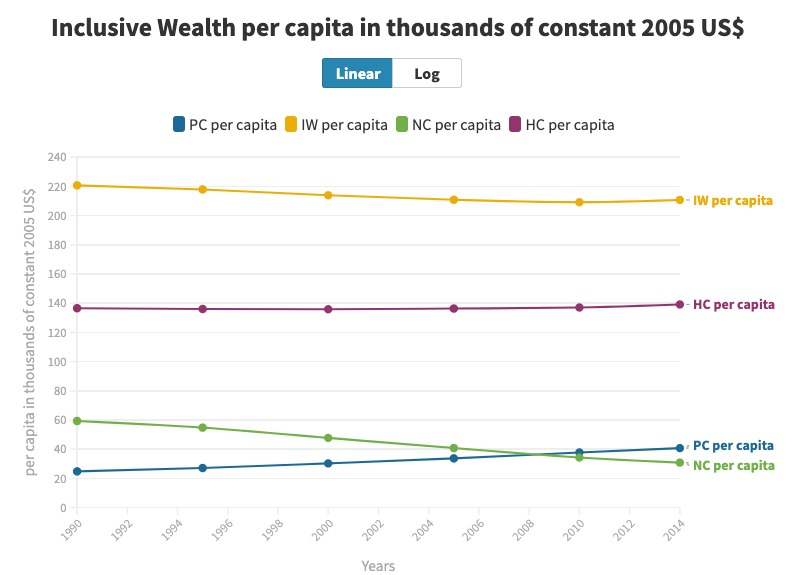
روندها در ثروت فراگیر، تولیدشده، سرمایه انسانی و طبیعی

برنامه محیط زیست سازمان ملل متحد (UNEP) گزارش هایی را در سال های 2012، 2014 و 2018 در مورد ثروت فراگیر منتشر کرد.  «گزارش فراگیر ثروت» 2018 نشان داد که از 140 کشور مورد تجزیه و تحلیل، ثروت فراگیر از سال 1990 تا 2014 به میزان 44 درصد افزایش یافته است که نشان دهنده میانگین نرخ رشد سالانه 1.8 درصد است.  بر اساس سرانه، 89 کشور از 140 کشور، ثروت سرانه را افزایش داده اند.  96 کشور از 140 کشور در زمان تعدیل، ثروت فراگیر سرانه را افزایش داده بودند.[4]  تقریباً 40 درصد از کشورهای مورد تجزیه و تحلیل، برخی اوقات علیرغم افزایش تولید ناخالص داخلی، دارای ثروت فراگیر راکد یا رو به کاهش بودند.  بسیاری از کشورها در این دوره کاهش سرمایه طبیعی را نشان دادند که به افزایش سرمایه انسانی دامن زد.[5]

## شاخص ثروت فراگیر
شاخص ثروت فراگیر (Inclusive Wealth Index یا IWI) یکی از شاخص‌های جدید برای سنجش ثروت و توسعه پایدار کشورهاست که توسط برنامه محیط‌زیست سازمان ملل متحد (UNEP) معرفی شده است. این شاخص به جای تمرکز صرف بر تولید ناخالص داخلی (GDP)، به ارزیابی دارایی‌های مختلف یک کشور می‌پردازد که شامل سرمایه‌های طبیعی، انسانی، و فیزیکی می‌شود.
اجزای شاخص ثروت فراگیر
1. سرمایه طبیعی:
  - منابع طبیعی مانند نفت، گاز، جنگل‌ها، آب‌های زیرزمینی، و تنوع زیستی که برای حفظ اکوسیستم‌ها و تأمین منابع ضروری هستند.
2. سرمایه انسانی:
  - شامل آموزش، بهداشت، و توانمندی‌های انسانی که به بهره‌وری و کیفیت زندگی افراد کمک می‌کنند.
3. سرمایه فیزیکی:
  - زیرساخت‌ها، ساختمان‌ها، ماشین‌آلات، و تجهیزات که برای تولید اقتصادی و ارائه خدمات اساسی مورد استفاده قرار می‌گیرند.

مزایا و اهمیت شاخص ثروت فراگیر
1. توسعه پایدار:
  - شاخص ثروت فراگیر به کشورها کمک می‌کند تا توسعه پایدار را پیگیری کنند، زیرا توجه به تمامی دارایی‌ها و سرمایه‌ها منجر به استفاده بهینه از منابع می‌شود.
2. ارزیابی جامع‌تر:
  - برخلاف GDP که تنها تولید اقتصادی را مدنظر قرار می‌دهد، IWI نگاهی جامع‌تر به ثروت کشور دارد و به مسائل محیط‌زیستی و اجتماعی نیز توجه می‌کند.
3. تصمیم‌گیری بهتر:
  - استفاده از این شاخص می‌تواند به سیاست‌گذاران کمک کند تا تصمیمات بهتری برای مدیریت منابع و توسعه اقتصادی بگیرند، که همگی برای رفاه بلندمدت جامعه مهم هستند.
4. پاسخگویی به تغییرات جهانی:
  - با توجه به مسائل جهانی مانند تغییرات اقلیمی و نابرابری‌های اجتماعی، IWI می‌تواند به عنوان ابزاری موثر برای ارزیابی و مقابله با این چالش‌ها استفاده شود.
چالش‌های شاخص ثروت فراگیر
1. پیچیدگی در محاسبه:
  - محاسبه دقیق شاخص ثروت فراگیر نیاز به داده‌های جامع و دقیق از منابع مختلف دارد که ممکن است در دسترس نباشند.
2. پذیرش عمومی:
  - تغییر از استفاده گسترده از GDP به سمت IWI نیاز به پذیرش و حمایت گسترده از سوی دولتها و نهادهای بین‌المللی دارد.
3. استانداردسازی:
  - نیاز به توسعه استانداردهای جهانی برای اندازه‌گیری و گزارش‌دهی صحیح شاخص ثروت فراگیر وجود دارد.

شاخص ثروت فراگیر ابزاری قدرتمند برای سنجش و ارزیابی ثروت و رفاه کشورها به صورت جامع و پایدار است. این شاخص با در نظر گرفتن سرمایه‌های طبیعی، انسانی، و فیزیکی می‌تواند به تصمیم‌گیری‌های بهتر و مدیریت منابع کمک کند و در نهایت به توسعه پایدار و افزایش کیفیت زندگی افراد منجر شود. با این حال، برای بهره‌برداری کامل از این شاخص، نیاز به داده‌های دقیق، استانداردسازی و پذیرش گسترده وجود دارد.

## نمایه ثروت فراگیر ۲۰۱۸
| رتبه‌بندی IWI | کشور        | میانگین رشد سرانه ۱۹۹۲–۲۰۱۴ |
| ۱            | جمهوری کره  | ۳۳٫۰٪                       |
| ۲            | سنگاپور     | ۲۵٫۲٪                       |
| ۳            | مالت        | ۱۸٫۹٪                       |
| ۴            | لتونی       | ۱۷٫۹٪                       |
| ۵            | ایرلند      | ۱۷٫۱٪                       |
| ۶            | مولداوی     | ۱۷٫۰٪                       |
| ۷            | استونی      | ۱۶٫۰٪                       |
| ۸            | موریس       | ۱۵٫۵٪                       |
| ۹            | لیتوانی     | ۱۵٫۲٪                       |
| ۱۰           | کشور پرتغال | ۱۳٫۹٪                       |